# Lista de artilheiros da Liga Nacional de Futsal

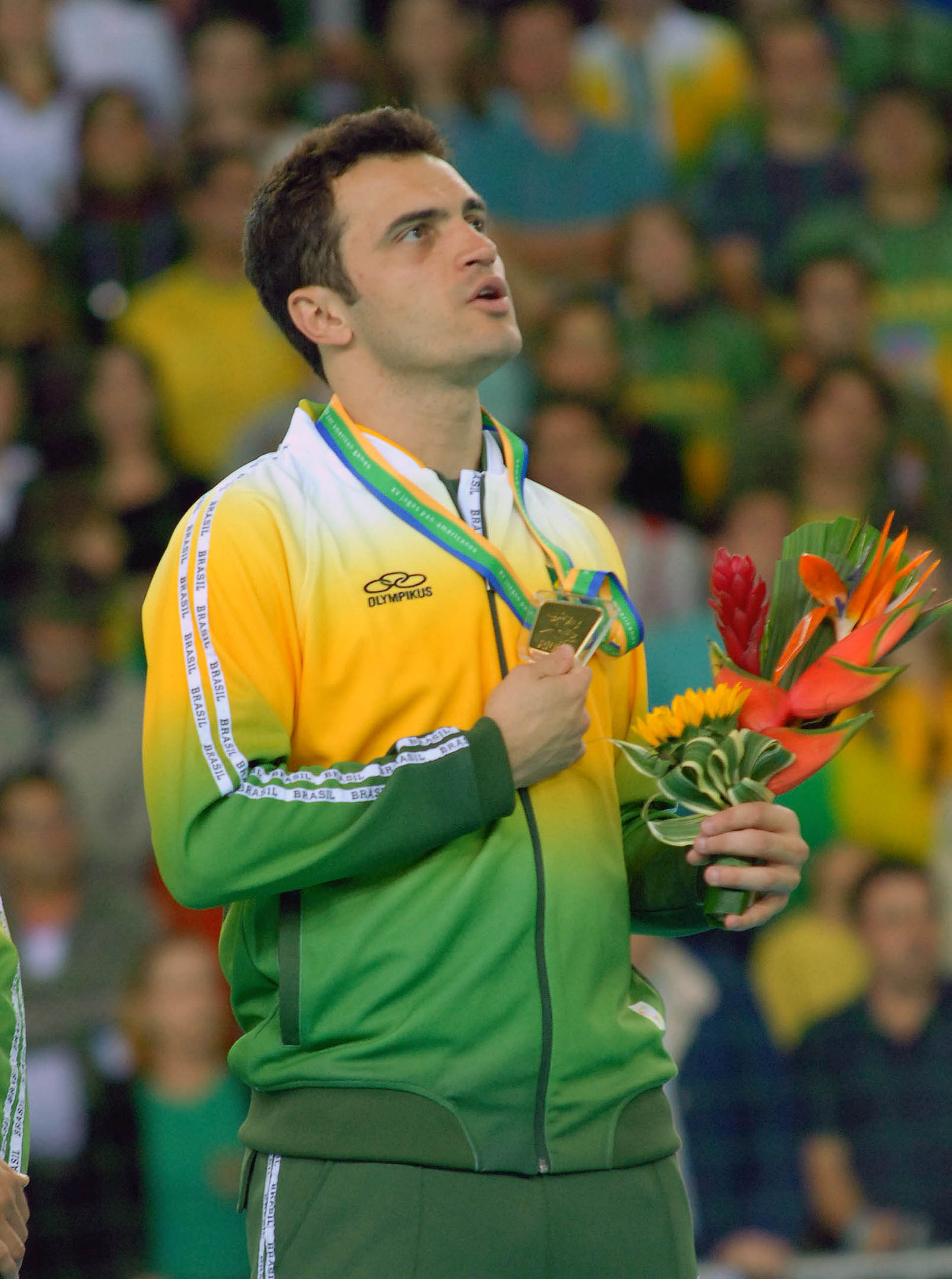
Falcão (foto) é o jogador que foi artilheiro em mais oportunidades: seis.

Esta é uma lista dos treinadores vencedores da Liga Nacional de Futsal (LNF), principal competição de futsal do Brasil, criada sob o nome inicial de Liga Futsal, em 1996, pela Confederação Brasileira de Futsal (CBFS), como forma de profissionalizar a modalidade no território brasileiro. Em 2014, os clubes participantes daquela edição reuniram-se e decidiram a criação de uma liga independente da CBFS, organizada pelos próprios times, a qual passou a se chamar Liga Nacional de Futsal. A competição é disputada anualmente desde 1996.
O primeiro artilheiro da Liga Nacional de Futsal foi Ortiz, que jogou no Internacional na edição de 1996. O jogador que marcou mais gols em uma única edição da competição foi Manoel Tobias, que fez 52 gols em 1999 pelo Atlético Mineiro. O atleta que esteve mais perto de alcançar esta marca foi Lenísio, na edição seguinte pelo mesmo clube, onde foi autor de 50 gols na temporada.
Lenísio também é o segundo jogador a mais vezes ser artilheiro da Liga: cinco, incluindo também as edições de 1997, 2001, 2002 e 2009. Na primeira posição, encontra-se Falcão, que foi artilheiro por seis oportunidades: 2005, 2008, 2009, 2010, 2011 e 2014.
Ao todo, dezesseis jogadores foram artilheiros da competição em 25 edições diferentes disputadas. O último artilheiro foi Rodrigo, com a equipe do Magnus na edição de 2020.

## Lista

### Por edição

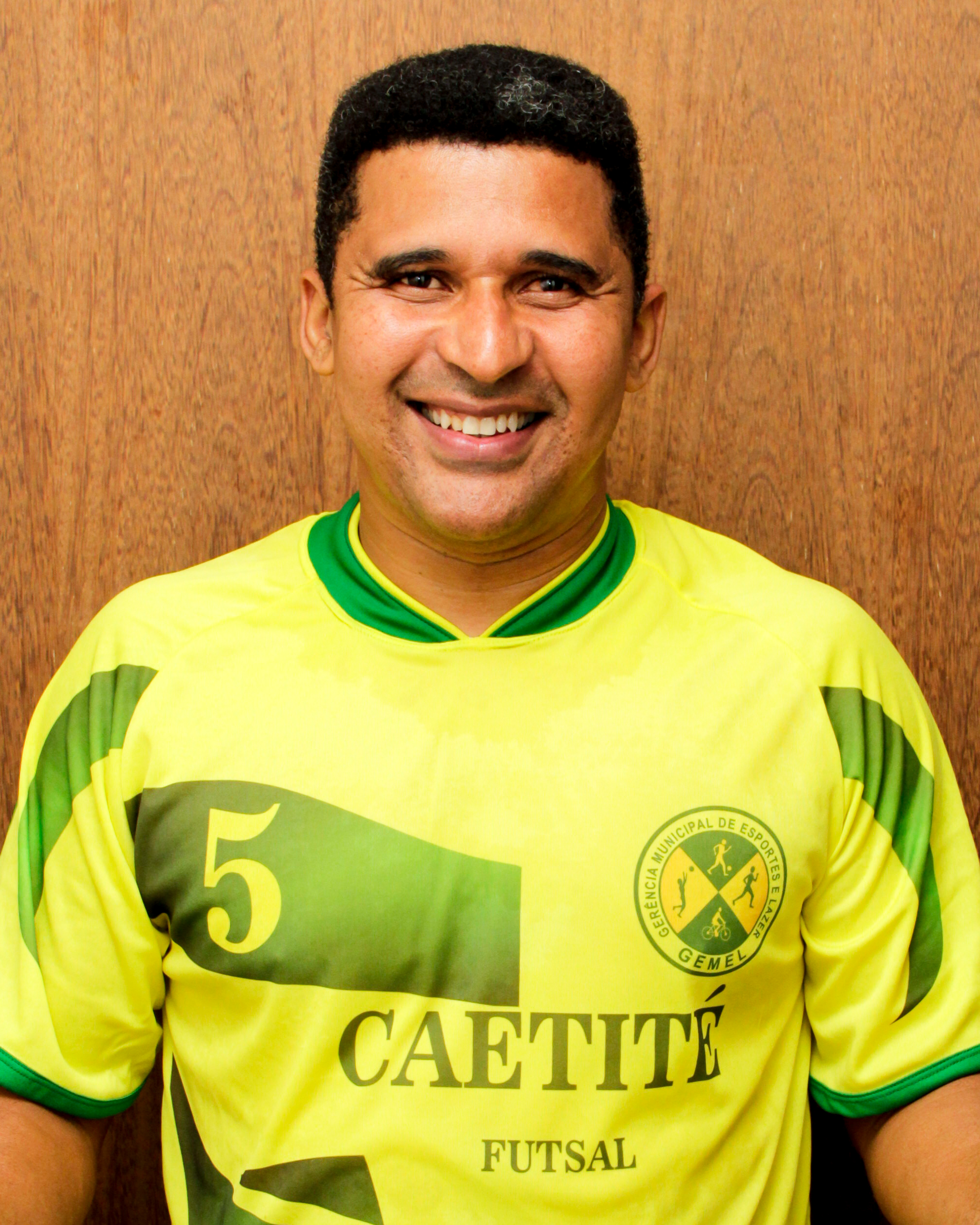
Manoel Tobias, artilheiro em 1999 e recordista de mais gols em uma edição: 52.

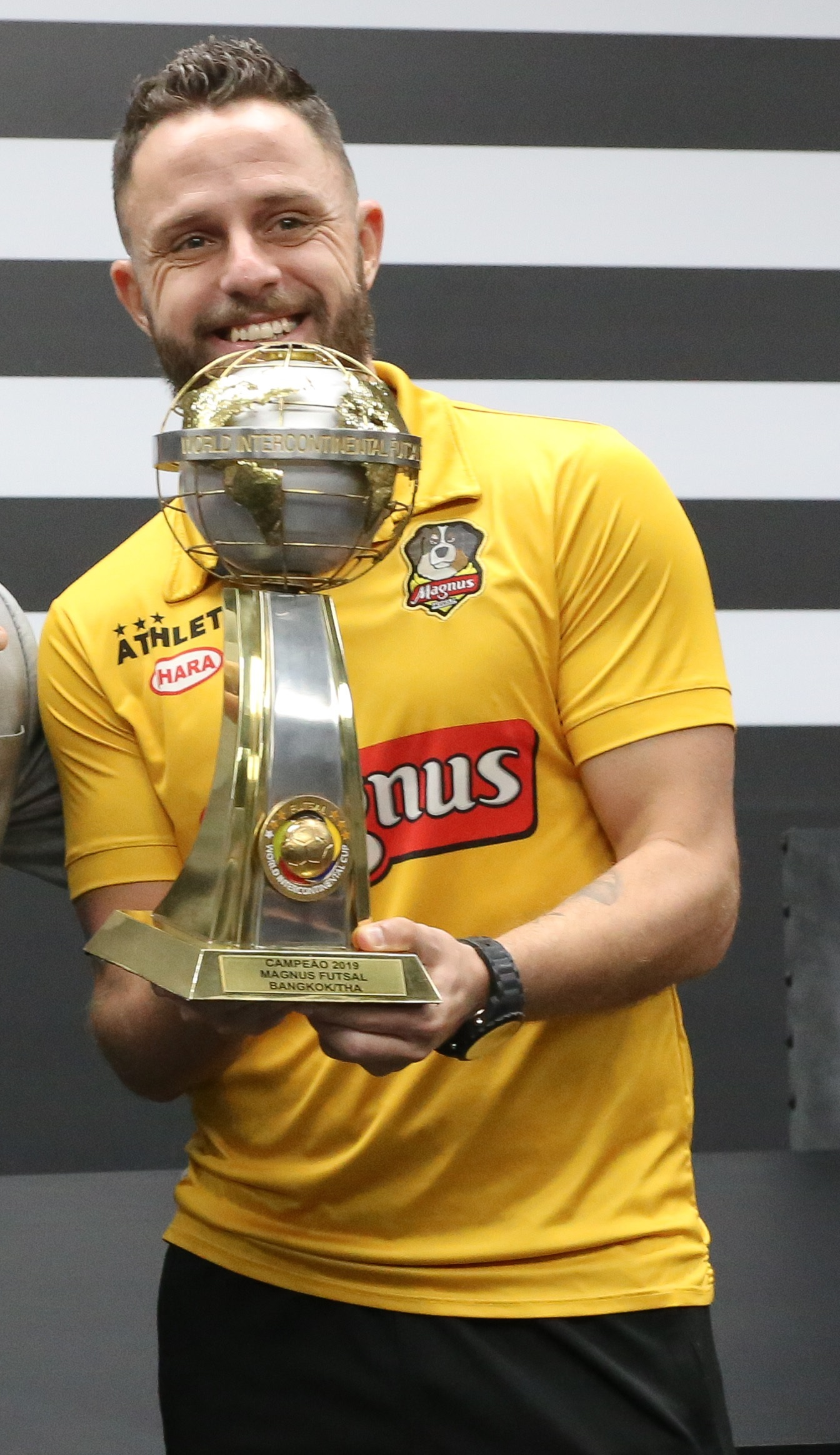
Rodrigo, artilheiro em 2012, 2016, 2019 e 2020.

| Ano  | Nome           | Clube              | Gols | Ref    |
| ---- | -------------- | ------------------ | ---- | ------ |
| 1996 | Ortiz          | Internacional      | 25   | [ 3 ]  |
| 1997 | Vander Carioca | Atlético Mineiro   | 36   | [ 9 ]  |
| 1997 | Lenísio        | ADC General Motors | 36   | [ 9 ]  |
| 1998 | Índio          | Ulbra              | 25   | [ 10 ] |
| 1999 | Manoel Tobias  | Atlético Mineiro   | 52   | [ 4 ]  |
| 2000 | Lenísio        | Atlético Mineiro   | 50   | [ 5 ]  |
| 2001 | Lenísio        | Ulbra              | 25   | [ 11 ] |
| 2002 | Lenísio        | Ulbra              | 31   | [ 12 ] |
| 2003 | Serjão         | Ulbra              | 25   | [ 13 ] |
| 2003 | Pablo          | Carlos Barbosa     | 25   | [ 14 ] |
| 2004 | Pablo          | Carlos Barbosa     | 27   | [ 15 ] |
| 2005 | Falcão         | Jaraguá            | 25   | [ 16 ] |
| 2006 | Marinho        | ADC Intelli        | 25   | [ 17 ] |
| 2007 | William        | Jaraguá            | 31   | [ 18 ] |
| 2008 | Falcão         | Jaraguá            | 32   | [ 19 ] |
| 2009 | Lenísio        | Jaraguá            | 32   | [ 6 ]  |
| 2009 | Falcão         | Jaraguá            | 32   | [ 20 ] |
| 2010 | Falcão         | Jaraguá            | 39   | [ 21 ] |
| 2011 | Falcão         | Santos             | 32   | [ 6 ]  |
| 2012 | Rodrigo        | Carlos Barbosa     | 24   | [ 22 ] |
| 2013 | Vander Carioca | Joinville          | 22   | [ 23 ] |
| 2014 | Falcão         | Brasil Kirin       | 19   | [ 7 ]  |
| 2015 | Dieguinho      | ADC Intelli        | 30   | [ 24 ] |
| 2016 | Deives         | Corinthians        | 20   | [ 25 ] |
| 2016 | Rodrigo        | Magnus             | 20   | [ 25 ] |
| 2017 | Well           | ADC Intelli        | 15   | [ 26 ] |
| 2017 | Sinoê          | Marreco            | 15   | [ 27 ] |
| 2018 | Keké           | Atlântico          | 23   | [ 28 ] |
| 2019 | Rodrigo        | Magnus             | 18   | [ 29 ] |
| 2020 | Rodrigo        | Magnus             | 15   | [ 8 ]  |

### Por atleta
| Atleta         | Artilharias | Anos                               |
| -------------- | ----------- | ---------------------------------- |
| Falcão         | 6           | 2005, 2008, 2009, 2010, 2011, 2014 |
| Lenísio        | 5           | 1997, 2000, 2001, 2002, 2009       |
| Rodrigo        | 4           | 2012, 2016, 2019, 2020             |
| Vander Carioca | 2           | 1997, 2013                         |
| Pablo          | 2           | 2003, 2004                         |
| Deives         | 2           | 2012, 2016                         |
| Ortiz          | 1           | 1996                               |
| Índio          | 1           | 1998                               |
| Manoel Tobias  | 1           | 1999                               |
| Serjão         | 1           | 2003                               |
| Marinho        | 1           | 2006                               |
| William        | 1           | 2007                               |
| Dieguinho      | 1           | 2015                               |
| Well           | 1           | 2017                               |
| Sinoê          | 1           | 2017                               |
| Keké           | 1           | 2018                               |